# Altersbild

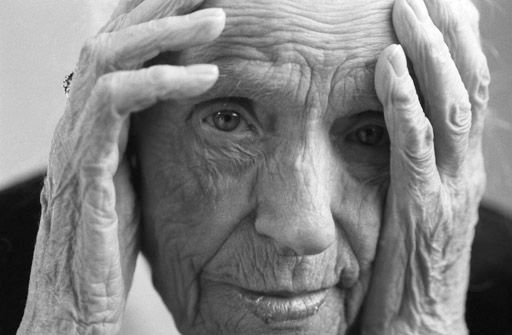
Porträt einer Seniorin

Als Altersbild (gelegentlich auch Alternsbild) wird in den Sozialwissenschaften, insbesondere in der Gerontologie und der Alterssoziologie, die Gesamtheit der Vorstellungen und Einstellungen zum Alter (vor allem als letzter Lebensphase) genannt. Es ist allerdings auch möglich, jede Lebensphase der Kategorie Alter zuzuordnen. Zu berücksichtigen ist daher der Unterschied zwischen Altendiskriminierung (den Kern des Begriffs Altersbild betreffend) und Altersdiskriminierung (die weitere Bedeutung des Begriffs betreffend).
Unterschieden werden Altersbilder Einzelner und ganzer Gesellschaften bzw. Gesellschaftsgruppen.

## Geschichte
In der Geschichte der Menschheit haben sich im Wesentlichen zwei verschiedene Sichtweisen auf Menschen in der letzten Phase ihrer Lebens herausgebildet:
- eine wertschätzende Sicht auf ältere und alte Menschen, mit starker Betonung religiös oder philosophisch begründeter Moralvorstellungen, aber auch historischer Traditionen, und
- eine den Abbau von Fähigkeiten und Fertigkeiten betonende Sichtweise, die sich auf biologische und medizinische Fakten stützt und Argumente von Ökonomen berücksichtigt.

Beide Sichtweisen werden von der Soziologin und Sozialgerontologin Gertrud M. Backes als einseitig bewertet, da durch das Altern von Menschen die Gesellschaften bzw. Volkswirtschaften, in denen sie leben, sowohl belastet als auch bereichert würden. In neueren Studien wird überwiegend eine vermittelnde Position eingenommen (Altern als „Last“ und „Chance“).

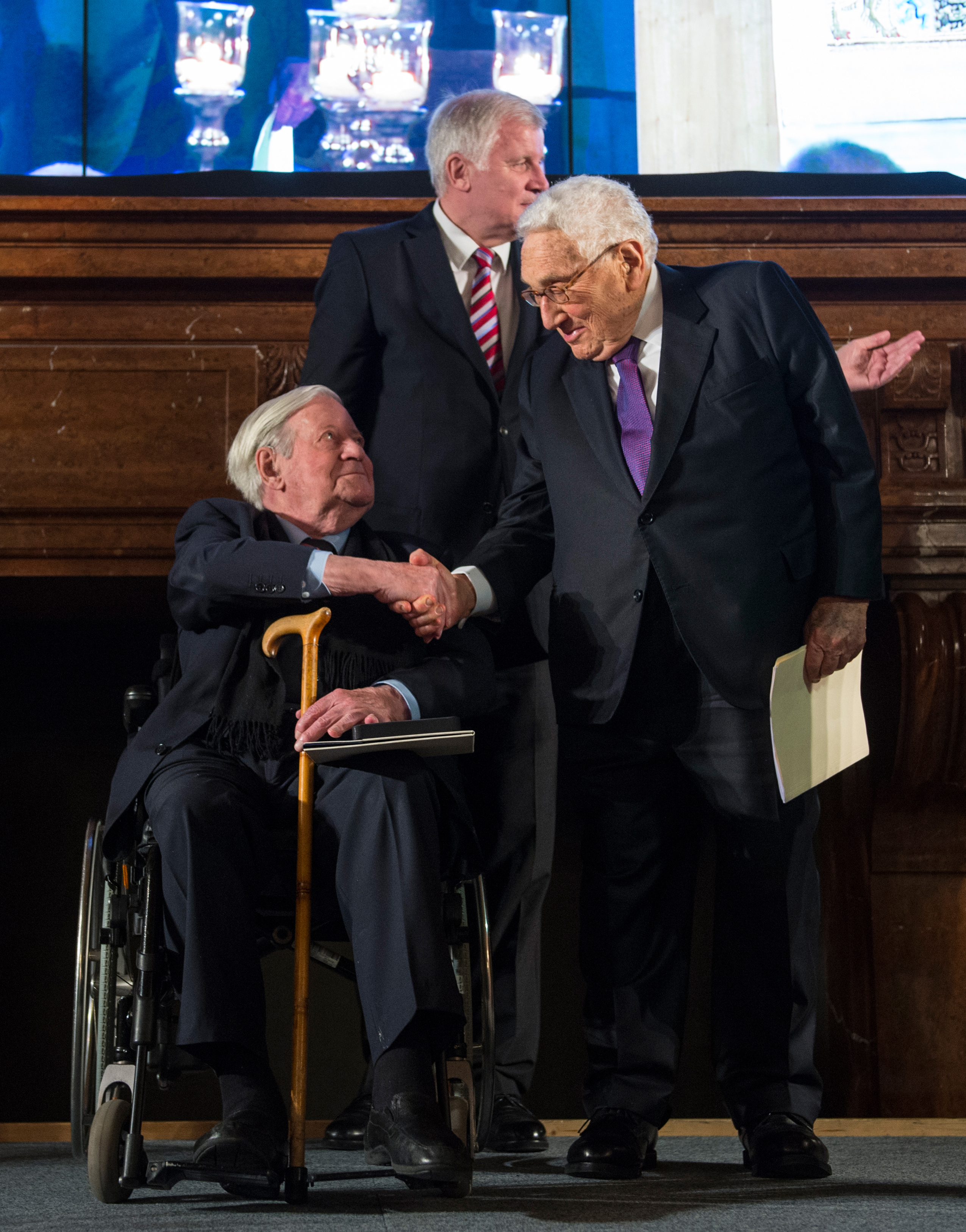
Elder statesmen auf der Münchner Sicherheitskonferenz 2014: Helmut Schmidt (damals 95 Jahre alt) und Henry Kissinger (damals 91 Jahre alt).

Sprachen geben einen Hinweis auf die Bewertung älterer und alter Menschen in der Vergangenheit. So gab es bereits im antiken Griechenland „Ältestenräte“ (die „Gerusia“ in Sparta und den Areopag in Athen und im Römischen Reich den Römischen Senat). Allen genannten Institutionen liegt die Vorstellung zugrunde, dass in schwierigen Situationen Gemeinschaften die Weisheit und das Wissen ihrer ältesten Mitglieder benötigten. Der Begriff „Senat“ ist vom lateinischen „senex“ (= „alter Mann“) abgeleitet. „Senate“ gab und gibt es bis heute. Auch der englischsprachige Begriff „Elder statesman“ verweist darauf, dass selbst aus dem Amt ausgeschiedene alte Politiker noch Jüngeren gute Ratschläge erteilen können.
Auf die Vorstellung, dass Älteren „Ehre gebühre“, verweisen auch religiöse Normen wie das Vierte Gebot im Judentum und im Christentum („Ehre deinen Vater und deine Mutter“). Da die Familie u. a. laut der Allgemeinen Erklärung der Menschenrechte der UN als „natürliche und grundlegende Einheit der Gesellschaft“ bzw. als „Keimzelle der Gesellschaft“ gilt, wurde diese Norm auch auf Autoritäten aller Art in der Gesellschaft und im Staat angewandt.

## „Ruhestand“ als Zentralkategorie bei der Rede vom Alter(n)
Bis zum späten 19. Jahrhundert war „Ruhestand“, wie der Begriff heute verstanden wird, kein Ziel, das die Mehrheit der Bevölkerung anstrebte. „Ruhestand“ als Begriff und Lebensabschnitt bezog sich fast ausschließlich auf Beamte. Die „Brockhaus-Enzyklopädie“ definierte „Ruhestand“ in den 1880er Jahren noch als „die Stellung eines Beamten, welcher aus dem Dienst entlassen, aber im Genuss einer Pension […] ist“. „Pension“ wiederum definierte „Meyers Konversations-Lexikon“ im gleichen Jahrzehnt als „Gehaltsversorgung ohne unmittelbare Gegenleistung“. Die Attraktivität einer Tätigkeit mit Pensionsberechtigung beruhte nicht auf der Annahme, dass ein „erfülltes Leben“ durch Arbeit bis möglichst ans Lebensende gekennzeichnet sei. Deshalb „gönnte“ der Staat als Dienstherr seinen Bediensteten ein „Leben in Ruhe“ (d. h. ohne Erwerbszwänge) an deren Lebensende, das eintreten sollte, sobald sie das vorgegebene Pensionsalter erreicht hatten.
Völlig anders war die Lage in anderen Teilen der Bevölkerung. 1848 klagte der „Kölner Arbeiterverein“: „Hat mir mein Hund 10, 20 Jahre lang treu gedient, so gebe ich ihm doch aus Dankbarkeit das Gnadenbrod bis an seinen Tod, aber den Arbeiter, den Menschen jagt man im Alter fort, wie man einen Schuh wegwirft, wenn er ganz verschlissen ist!“ „Unbrauchbar“ gewordene Arbeiter wurden im Manchesterkapitalismus entlassen und sich selbst, dem sozialen Netz von Familie und Nachbarschaft oder der Mildtätigkeit humanitärer Organisationen überlassen.
Wieder andere Regularien gab es unter Bauern und anderen Selbstständigen sowie „Rentiers“. In der Landwirtschaft zogen sich Altbauern aufs Altenteil zurück und wurden bei freier Kost und Logis von dem Hoferben, dem Jungbauern und seiner Familie umsorgt. Andere Selbstständige häuften während ihres Erwerbslebens Kapital an, von dessen Erträgen sie nach Aufgabe der Erwerbstätigkeit lebten. Rentiers schließlich pflegten den Lebensstil eines Empfängers von Kapitalüberschüssen oft bereits früh in ihrem Leben; Erben großer Vermögen waren sogar zeitlebens von dem situativen Zwang befreit, ihren Lebensunterhalt durch Erwerbstätigkeit zu finanzieren.
Obwohl es bereits vor den 1890er Jahren verschiedene Formen des Lebens im Alter und vor allem der Finanzierung des Lebensunterhalts im Alter gab, verfestigte sich im 20. Jahrhundert die Vorstellung, dass Senioren nach Erreichen der Regelaltersgrenze (eine Analogiebildung zum Pensionsalter bei Beamten) zum großen Teil von finanziellen Mitteln leben, die sie in ihrer Erwerbsphase teils mit Hilfe ihrer Beiträge zur Rentenversicherung, teils mit Hilfe des Arbeitgeberanteils zu dieser und teils durch Zuschüsse des Staates erwirtschaftet und insofern „verdient“ hätten.

## Seit dem späten 19. Jahrhundert wirksame Bilder des Alter(n)s
Im Jahr 1889 wurde nach der Einführung einer Gesetzlichen Krankenversicherung (1883) und einer Gesetzlichen Unfallversicherung (1884) eine Gesetzliche Rentenversicherung als dritte Sozialversicherung eingeführt. Diese durften (und dürfen im Prinzip bis heute) nach den Regeln des Versicherungsprinzips Arbeitnehmer in Anspruch nehmen, die in diese Versicherung Beiträge eingezahlt hatten. 1889 ging man davon aus, dass die Menschen so lange einer Erwerbsarbeit nachgehen, bis sie aufgrund des Alters oder Invalidität arbeitsunfähig sind. Erst dann bekamen sie Leistungen aus der neuen Sozialversicherung, die deswegen auch Alters- und Invaliditätsversicherung hieß. Hohes Alter galt dabei gewissermaßen als eine Spezialform der Invalidität. Das Renteneintrittsalter war auf 70 Jahre festgelegt worden. In vielen anderen Staaten wurden ab dem Ende des 19. Jahrhunderts ähnlich konstruierte Rentenversicherungssysteme eingeführt.
In Deutschland schützte die Rentenversicherung lange Zeit die meisten Empfänger nicht vor Altersarmut. Anfangs erreichten sogar nur ca. 10 Prozent der potenziell Anspruchsberechtigten das Renteneintrittsalter. Wer es erreichte, war in der Regel invalide. Mit der Rentenreform 1957 wurde die Rentenversicherung jedoch so um- und ausgebaut, dass die Rente nach einem langjährigen Erwerbsleben einen großen Teil des Erwerbseinkommens ersetzte. Nur hierdurch war es möglich, dass ein Großteil der Rentner in der Bundesrepublik Deutschland, der über keine weiteren umfangreichen Mittel zur Finanzierung eines Lebens ohne Erwerbstätigkeit verfügte, zuversichtlich auf die Zeit nach dem Ausscheiden aus dem Erwerbsleben blicken konnte. Andererseits führte diese Situation auch zu der Frage, ob es legitim sei, wenn jemand, der weiterhin gesundheitlich in der Lage sei, erwerbstätig zu sein, vor Eintritt einer Erwerbsunfähigkeit aus Mitteln einer Pflichtversicherung finanziert werden solle. Dies gilt insbesondere für Leistungsempfänger, die trotz Rentenzahlungen in erheblichem Umfang noch erwerbstätig sind.

### Fremdbilder
Ankerpunkt von Argumentationen ist heute zumeist der Übergang älterer Menschen vom Erwerbsleben in den Ruhestand. An diesem Übergangspunkt setzen zwei konkurrierende Theorien an:
- Die Disengagementtheorie geht davon aus, dass ältere Menschen die „Befreiung“ von der „Last“, erwerbstätig sein zu müssen, vor allem als Segen empfänden und das Bedürfnis hätten, sich aus Wirtschaft und Gesellschaft zurückzuziehen.[8]
- Der Aktivierungstheorie zufolge seien Menschen hingegen dann glücklich, wenn sie aktiv seien. Die Fähigkeit hierzu verlören sie keineswegs schlagartig mit dem Eintritt in den Ruhestand. Sie könnten weiterhin erwerbstätig bleiben (wenn auch eventuell in reduziertem Umfang und/oder in für sie neuen Branchen) oder ehrenamtlich tätig werden. Beide Verhaltensweisen seien ein Gewinn für Wirtschaft und Gesellschaft, zumal dann, wenn auf diese Weise wertvolles Humankapital verwertbar bleibt.

Im Jahr 2002 veröffentlichten Petra Bröscher, Gerhard Naegele und Christiane Rohleder Ergebnisse empirisch arbeitender Sozialwissenschaftler zu der Frage, wie Menschen ab dem gesetzlichen Renteneintrittsalter die ihnen zur Verfügung stehende Zeit verbringen. Es zeigte sich, dass auch im Alter Zeit eine Ressource sei und dass es sowohl „entpflichtete“ als auch „nicht entpflichtete Zeitanteile“ gebe. Zu den „nicht entpflichteten Zeitanteilen“ gehörten Tätigkeiten gegen Entgelt, aber auch unbezahlte Dienstleistungen für andere. Im Hinblick auf Letztere ändere sich das Leben von Frauen, die in ihrer mittleren Lebensphase viele Arbeiten ohne Bezahlung ausgeführt hätten, mit dem Eintritt in ihre letzte Lebensphase nur insofern, als die Personen, für die sie Dienstleistungen erbrächten, immer seltener aus Familienangehörigen bestünden (durch eine Zunahme des Zeitaufwands für ehrenamtliche Tätigkeiten). Während um 2000 bei Männern über 60 eine Ausweitung „unbezahlter Arbeit“ gegenüber den mittleren Altersklassen um 1 Stunden auf 4 Stunden täglich erfolgt sei, habe bei den Frauen auf Grund der geschlechtsspezifischen Arbeitsteilung das Budget für unbezahlte (Haus-)Arbeit mit 5 bis 6 Stunden täglich in allen Altersgruppen höher gelegen und nur geringe altersspezifische Steigerungsraten aufgewiesen. Von den 16,2 Stunden, die über 70 Jahre Alte durchschnittlich täglich im Wachzustand verbracht hätten, hätten sie um 2000 38 Prozent für „Freizeitaktivitäten“ verwendet, die meisten davon im eigenen Haushalt. Der Anteil der als „Ruhezeit“ eingestuften Zeit sei mit zunehmendem Alter gestiegen.
Gertrud M. Backes bewertete 2005 die Frage: „Was […] sollte ältere Menschen, nach Ausscheiden aus der Erwerbsarbeit und Nachlassen von Pflichten in der Hausarbeit, davon abhalten (!), sich ehrenamtlich bzw. freiwillig zu engagieren?“ als naiv. Es habe bis 2005 in Deutschland keine „steigenden Zahlen zum ehrenamtlichem [sic!] bzw. freiwilligen Engagement in dieser Altersgruppe“ gegeben.
Im September 2005 fand in Cadenabbia ein Kongress der Konrad-Adenauer-Stiftung mit Vertretern verschiedener Wissenschaften und Berufe zum Thema „Alter als Last und Chance“ statt. Beide Sichtweisen wurden von einer Vielzahl Vortragender vertreten. Die Kategorie „Alterslast“ erläuterte der Wirtschaftswissenschaftler Klaus-Dieter Henke. Er stellte in seinem Vortrag Berechnungen darüber vor, welche volkswirtschaftlichen Kosten das Alter[n], vor allem im Gesundheitswesen, verursache.

### Selbstbilder
Das französische Marktforschungsinstitut Ipsos befragte 2018 Menschen in 30 Ländern nach der Einschätzung ihrer eigenen Zukunft nach Erreichen der letzten Lebensphase. Nur in wenigen Ländern überwiege ein zuversichtlicher Blick aufs Altsein. Drei Viertel aller Inder (73 %) und zwei Drittel aller Türken (67 %) freuten sich demnach auf den späten Lebensabschnitt, während nur 7 % der Ungarn den Gedanken, alt zu sein, nicht vor allem mit Sorge betrachteten. In Deutschland hätten 52 % der Befragten ein eher negatives Selbstbild. Sorgen bereiteten den Menschen weltweit vor allem die Ängste (nach Häufigkeit der Antworten sortiert),
- im Alter nicht genug Geld zu haben,
- den Tod von Familienmitgliedern oder Freunden verkraften zu müssen,
- das Gedächtnis zu verlieren,
- ihre Mobilität zu verlieren,
- Schmerzen zu haben und
- einsam zu sein.[13]

## Kritik

### Problematischer Umgang mit Begriffen
Seit 1991 gibt es in Deutschland eine zivilgesellschaftliche, sprachkritische Aktion, die von dem Frankfurter Sprachwissenschaftler Horst Dieter Schlosser ins Leben gerufen wurde und durch die regelmäßig das Unwort des Jahres proklamiert wird. Vergleichbare Aktionen gibt es in Österreich seit 1999 und in der Schweiz seit 2003. In Deutschland kamen mehrere Begriffe, die sich auf das Themenfeld „Senioren, Alter und Altern“ beziehen, in die engere Auswahl für das „Unwort“ des Jahres, und zwar:
- „Altenplage“ (1995 nominiert)
- „Rentnerschwemme“ (1996 zum „Unwort“ gewählt),
- „Sozialverträgliches Frühableben“ (1998 zum „Unwort“ gewählt),
- „Langlebigkeitsrisiko“ (2005 nominiert),
- „Rentnerdemokratie“ (2008 nominiert) und
- „Lebensleistungsrente“ (2012 nominiert).

Die ersten fünf „Unwörter“ teilen das Merkmal, dass in ihnen Menschen als „Problem“ definiert werden und nicht die gesellschaftlichen, wirtschaftlichen und politischen Verhältnisse, in denen sie leben. Der letzte, als „Unwort“ nominierte, Begriff gilt als Euphemismus.

### Fundamentalkritik an neoliberalen Grundannahmen
Die Schweizer Peter Ulrich, Begründer der Integrativen Wirtschaftsethik, und Werner Vontobel kritisierten im Januar 2023 Arbeitgeber und Ökonomen, die Angehörigen der Generation Z vorwärfen, eine Einstellung zur Erwerbsarbeit zu haben, die die Grundlagen der gesamten Wirtschaft (und nicht nur die Finanzierung von Altersrenten) gefährde. Die Autoren erheben den Vorwurf, dass „Mainstream-Ökonomen“ aufgrund einer „falschen“ Ausbildung in den wirtschaftswissenschaftlichen Fächern in der Regel von dem egoistischen und empathielosen Leitbild des Homo oeconomicus zu ständigen Kosten-Nutzen-Rechnungen veranlasst würden.
Ulrich und Vontobel werfen Anhängern der Angebotstheorie vor, dass sie die Tatsache ausblendeten, „dass wir produktive, bedürfnisbefriedigende Tätigkeiten nicht nur gegen Geld für Fremde ausüben, sondern seit jeher auch unentgeltlich für uns selbst und unsere Angehörigen, für Nachbarinnen und Bekannte. Die Missachtung der nicht monetären Care-Ökonomie macht sich hier [d. h. bei den kritisierten Arbeitgebern und Ökonomen] bemerkbar.“ Auch übersähen sie, „dass Arbeit nicht nur der Produktion dient, sondern auch der sozialen Integration.“ Menschenbilder (also auch Altersbilder), die die fehlenden Aspekte nicht berücksichtigten, seien letztlich nicht realitätsgerecht.

### Senioren diskriminierende Altersbilder
Eine von der Antidiskriminierungsstelle des Bundes in Auftrag gegebene Studie, die sich auch mit dem Thema Altersbilder befasste, ergab, dass im Januar 2022 mehr als die Hälfte der Befragten der Meinung gewesen seien, Alte würden nichts zum gesellschaftlichen Fortschritt beitragen, und dass 51 Prozent sich für eine Regelung ausgesprochen hätten, wonach „Menschen nur bis zu einem bestimmten Alter, wie etwa bis 70 Jahre, politische Ämter haben dürfen“. Diese Mehrheitsmeinungen bewertete Ferda Ataman, die Antidiskriminierungsbeauftragte des Bundes, am 15. Dezember 2022 als Fälle von „Altersdiskriminierung“.
Nicht hinnehmbar seien vor allem Vorurteile, die durch einen Mangel an Faktenwissen oder durch einseitige Darstellungen entstanden seien. Auch dieser Sachverhalt ergibt sich aus der Studie der Antidiskriminierungsstelle. Bei vielen Befragten wurden große Wissenslücken und teilweise groteske Fehleinschätzungen des Ausmaßes möglicherweise problematischer Sachverhalte festgestellt.

### Von Senioren ausgehende Diskriminierung Jüngerer
Von Vertretern der jüngeren Generationen wird der Vorwurf erhoben, sie würden durch Senioren diskriminiert.
Eine strukturelle Diskriminierung ergebe sich allein schon aus der Tatsache, dass es im Zuge der demografischen Alterung der meisten Gesellschaften des Westens eine immer größere, politisch nutzbare Mehrheit von Menschen gebe, deren statistisch zu erwartende „Restlebenszeit“ kürzer sei als die Zeit, die sie bereits gelebt haben. Dies zeige sich am zunehmenden Altersdurchschnitt der betreffenden Bevölkerungen. Zu berücksichtigen sei bei der Analyse der Mehrheitsverhältnisse, dass die jüngsten Jahrgänge nicht wahlberechtigt seien.
Darüber hinaus könne man Systeme mit einem Letztentscheidungsrecht von Senioren (s. o. die Ausführungen über Senate, Ältestenräte usw.) auch als Gerontokratien einstufen. Deren Ineffektivität zeige sich beispielhaft an der Zusammensetzung der Führungen kommunistischer Parteien in den damaligen Staaten des Warschauer Paktes am Ende der 1980er Jahre.